# Andreas Venier
Andreas Venier (* 15. Januar 1963 in Schönwies) ist ein österreichischer Rechtswissenschaftler.

## Leben
Nach der Matura 1981 am Meinhardinum Stams studierte er von 1981 bis 1988 Rechtswissenschaften an der Universität Innsbruck (1985 Sponsion zum Mag. iur.; 1988 Promotion zum Dr. iur.). Nach der Habilitation 1998 (Lehrbefugnis für Strafrecht, Strafprozessrecht und Kriminologie) ist er seit 2010 Universitätsprofessor für Strafrecht und Strafprozessrecht in Innsbruck.

## Schriften (Auswahl)
- Der Fortsetzungszusammenhang im österreichischen Strafrecht. Wien 1989, ISBN 3-214-07900-X.
- Das Recht der Untersuchungshaft. Tatverdacht, Haftgründe, Verhältnismäßigkeit. Wien 1999, ISBN 3-211-83254-8.
- mit Christian Bertel: Einführung in die neue Strafprozessordnung. Wien 2006, ISBN 3-211-35424-7.
- mit Alexander Tipold und Christian Bertel: Strafprozessrecht. Wien 2021, ISBN 3-214-14967-9.